# トランスパシフィックハワイカレッジ
トランスパシフィックハワイカレッジ　(TransPacific Hawaii College) は、アメリカ合衆国ハワイ州オアフ島ホノルルのアイナハイナ地区に本拠地をおく私立の2年制大学であった。この大学は、2008年12月31日をもって閉校した。
卒業生の成績表などのAcademic Recordsは関西外国語大学が管理している。複写の請求等については、Center for International Educationが受け付けている。申請書は教務部のホームページに掲載されている。

## 歴史
1977年に関西外国語大学が主に日本人を対象とした関西外大ハワイ校を開設し、1980年には関西外大ハワイカレッジとなった。
1985年に米国西部地区大学協会より正規の米国2年制大学として認可されたが、1993年頃に教育の質を問われ、認可取り消しの警告を受ける。教育レベルの立て直しをはかり、4年制大学に3年次編入する学生を育て上げるための教育プログラムを設定した。
しかし、間もなく1995年前後の理事会決議として、関西外大ハワイカレッジの閉鎖が決定され、閉校となりかけたが、卒業生の編入学の成果を再認識した理事会が決議を取り消し、再度開校と決まる。1998年に校名が現行の名称となる。
その後、教育のレベルは大学協会基準を問題なく維持するようになり、学生の100%が留学生という特異な2年制大学として位置していた。しかし、2008年度の再認証審査において、運営資金を大きく授業料に頼っている大学の不安定な経済状態が大学協会基準を逸脱しているとされ、認証を取り消す必要がないことを立証するように勧告された。
しかし、他の収入源を得ることは現実的でない為、2008年10月に設定された大学側の返答において、協会側の満足するような改善計画を示せないことが確実となった。そのため、2008年7月に、協会の認可なくして大学を存続させる意味はない点を明確にし、閉校とすることを決定した。晩年は、日本の立命館アジア太平洋大学との提携を含んだ関係が進展していた。また、米国の複数の大学との単位認定提携も進んでいた。
大学の認証は閉校時点まで有効であり、1985年以降の学位は、正当に基準協会に認証された上で発行されている。

## 学問
- ESLプログラムとA.A.プログラム（準学士号）の2つのプログラムから成っていた。
- 卒業生はアメリカ準学士号 (Associate in Arts) を取得していた。卒業生のアメリカや日本の大学への3年次編入率は高く、米国の一流大学への進学も目立っていた。
- 教育理念は広い視野で物事を捉える Global Students を育成することであった。

## そのほか
日本人の学生内からはトラパという愛称で親しまれていた。